# Molecular Endocrinology
Molecular Endocrinology (abrégé en Mol. Endocrinol.) est une revue scientifique mensuelle à comité de lecture spécialisée dans le domaine de l'endocrinologie moléculaire et cellulaire et des régulations hormonales. Elle est publiée en anglais depuis janvier 1987 par la Société américaine d'endocrinologie.
D'après le Journal Citation Reports, le facteur d'impact de ce journal était de 4,746 en 2012. L'actuel directeur de publication est Donald B. DeFranco.